# Lenzites styracina
Lenzites styracina är en svampart som först beskrevs av Henn. & Shirai, och fick sitt nu gällande namn av Lloyd 1919. Lenzites styracina ingår i släktet Lenzites och familjen Polyporaceae.   Inga underarter finns listade i Catalogue of Life.